# Gröndalsbanan

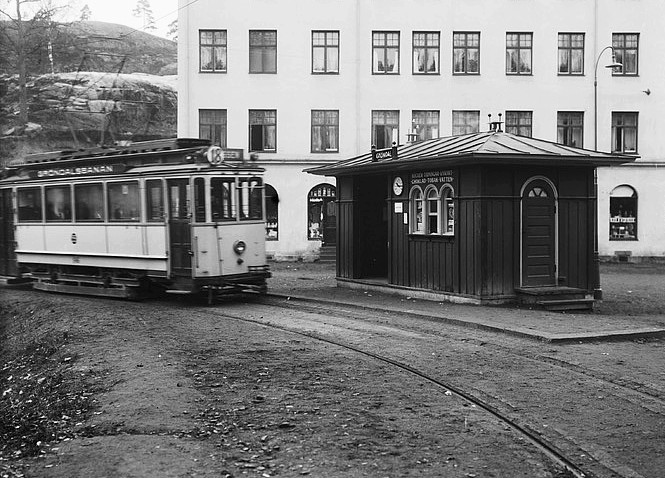
Gröndalsbanan, spårvagn nr 18 på Gröndalsvägen vid hållplats "Gröndal".

Gröndalsbanan var en av flera nu nedlagda förortsbanor i Stockholmsområdet.
Spårvagnslinje 18 gick från och med oktober 1923 till 1949 mellan Slussen och Ekensbergs varv i Gröndal. Till en början vände spårvagn 18 på Gröndalslunden (vid dagens Gröndals kyrka). På 1940-talet förlängdes spåret västerut till Mörtviken med slutstation ”Ekensberg” där spårvagn vände vid Ormsjöplan. 1949 ersattes spårvagnen av trådbuss nr 98. Sedan juni 2000 trafikeras Gröndal och Gröndalsvägen igen av en spårvagn, Tvärbanan, som får samsas med vägtrafiken. 